# ليو كاسترو
ليو كاسترو هو لاعب كرة قدم برازيلي في مركز الهجوم، ولد في 13 يوليو 1994 في ساو باولو في البرازيل. لعب مع ناسيونال ساو باولو.

## وصلات خارجية
- ليو كاسترو على موقع قاعدة بيانات كرة القدم.إي يو (الإنجليزية)
- ليو كاسترو على موقع Soccerway.com (الإنجليزية)